# Aleksandr Martynov

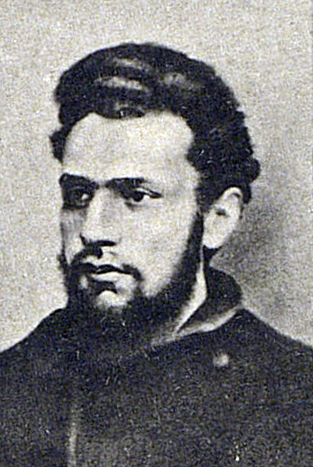
Martynov 1906.

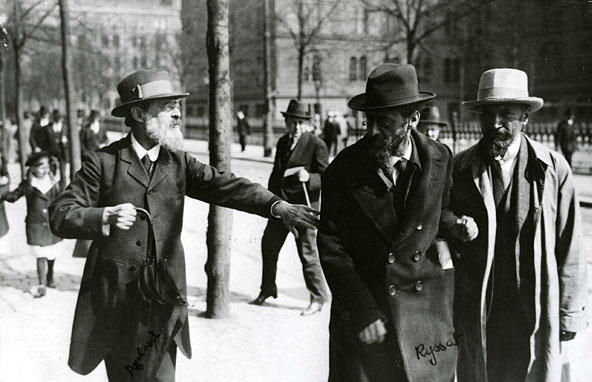
Martynov, längst till höger, på Norra Bantorget i maj 1917 med Pavel Akselrod och Julij Martov.

Aleksandr Samojlovitj Martynov (ryska: Александр Самойлович Мартынов), född Aleksandr Samojlovitj Pikker (Александр Самойлович Пиккер) 12 december 1865 i Pinsk, död 15 juni 1935 i Moskva, var en rysk mensjevikisk och kommunistisk politiker.

## Biografi
Martynov föddes 1865 i Pinsk (nuvarande Belarus) i en judisk familj. 1884 var han medlem av sammanslutningen Narodnaja volja ("Folkets vilja"), och åren 1901–1902 var han verksam vid Rysslands socialdemokratiska arbetarepartis tidning Rabotjeje Delo (Рабочее дело) ("Arbetarens sak"). Som mensjevik var Martynov särskilt kritisk gentemot Vladimir Lenin och hans jakobinska politiska filosofi.
Under det ryska inbördeskriget (1917–1922) bröt Martynov med mensjevikfraktionen, och 1923 blev han medlem i Sovjetunionens kommunistiska parti.